# Duché de Saxe (1547-1572)
Ne doit pas être confondu avec Duché de Saxe (1485-1547).
1547–1572
Entités précédentes :
- Électorat de Saxe

Entités suivantes :
- Duché de Saxe-Weimar
- Duché de Saxe-Cobourg-Eisenach

Le duché de Saxe (en allemand : Herzogtum Sachsen) fut un État du Saint-Empire romain germanique, qui existait à côté de l'électorat de Saxe entre 1547 et 1572 sous le règne du duc Jean-Frédéric Ier et ses fils, issus de la branche ernestine de la maison de Wettin. La capitale du duché, également appelée État ernestin, était Weimar en Thuringe. Après la division de 1572, le territoire est fractionné en plusieurs duchés ernestins.

## Histoire
La maison de Wettin avait regné sur la marche de Misnie depuis 1089 ; le margrave Henri III a acquis le landgraviat de Thuringe à l'ouest après la guerre de Succession de Thuringe en 1264. En faisant cela, ils gouvernent dans des vastes territoires s'étendant d'Eisenach jusqu'à Dresde sur l'Elbe. À partir de 1423, le margrave Frédéric IV de Misnie régnait également sur l'électorat de Saxe, l'ancien duché de Saxe-Wittemberg. L'acquisition de la dignité électorale s'est accompagnée de la transmission du nom de « Saxe » aux toutes les possessions des Wettin.
Le 26 août 1485, l'électeur Ernest de Saxe a partagé ses biens avec son frère cadet le duc Albert III ; c'est ainsi que naissent deux lignes de la dynastie : la branche ernestine et la branche albertine. La branche aînée maintient l'électorat et également les domaines thuringiens autour de Weimar, mais sa résidence se trouvait toujours à Wittemberg. L'électeur Frédéric III le Sage, gouvernant depuis 1486, fut connu comme un promoteur de la Réforme protestante et le protecteur de Martin Luther qu'il a nommé professeur à l’université de Wittemberg. L'électorat de Saxe est apparue, au début de l'ère moderne, comme la puissance protectrice du protestantisme au sein du Saint-Empire, s'opposant à la maison impériale catholique des Habsbourg.

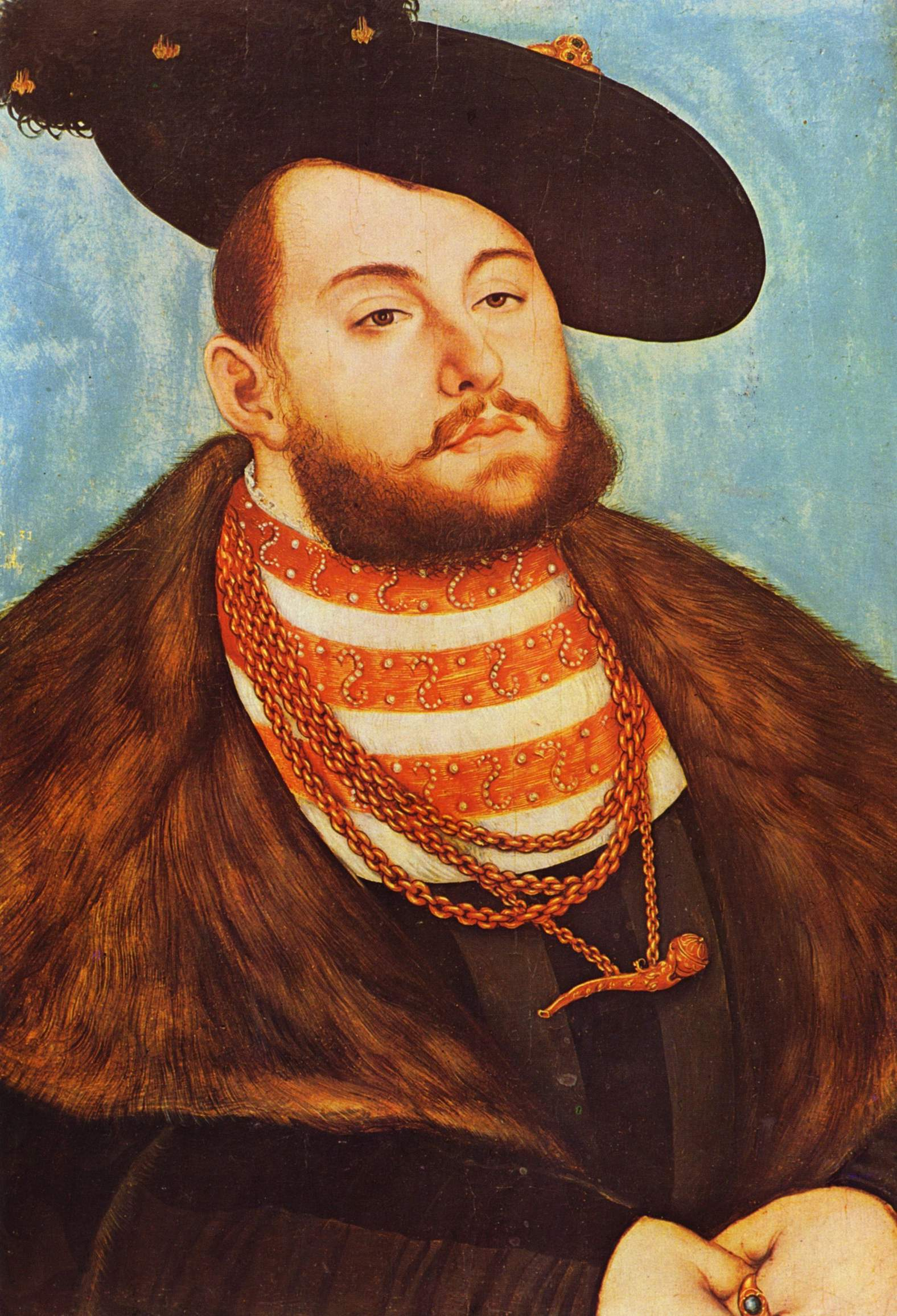
Portrait de Jean-Frédéric de Saxe par Lucas Cranach l'Ancien, 1531.

Sous le règne de Jean-Frédéric Ier, neveu de Frédéric III, la branche ernestine a été frappée par une dure perte : les tensions entre les États catholiques et protestants conduisent à la guerre de Smalkalde et l'électeur est vaincu à la bataille de Muehlberg le 20 avril 1547. Il fut obligé de signer la douloureuse capitulation de Wittemberg qui dispose que la branche ernestine perd la dignité électorale en faveur du duc Maurice de Saxe, issu de la ligne albertine, et toutes les domaines à l'est de l'Elster blanche. Revenu de la captivité, Jean Frédéric portait seulement le titre de « duc de Saxe ». Comme sa résidence à Wittemberg revient a son cousin Maurice, il se retira à Weimar.
En 1553, les bailliages de Cobourg, Sonneberg, Hildburghausen, Königsberg, Veilsdorf et Schalkau reviennent au duché de Saxe. En 1554, les Ernestins récupèrent les bailliages d'Altenbourg, Eisenberg, Sachsenburg et Herbesleben (sans Tennstedt), les villes d'Auma, Neustadt, Pößneck et Triptis et la possession des monastères dissous de Volkenroda et d'Oldisleben (traité de Naumbourg). En 1567, l'arrondissement de Neustadt est cédé aux Albertins.
En 1572, le duché de Saxe est divisé par la division d'Erfurt avec le duché de Saxe-Weimar et le duché de Saxe-Cobourg-Eisenach. De ces deux États sont créés par de nouvelles divisions 16 duchés ernestins, dont quatre existent jusqu'en 1918 et sont réunis avec la principauté Reuss branche cadette, la principauté de Reuss branche aînée, la principauté de Schwarzbourg-Sondershausen et la principauté de Schwarzbourg-Rudolstadt pour former le land de Thuringe.

## Ducs de Saxe
- Jean-Frédéric Ier (1547-1554)
- Jean-Frédéric II (1554-1566)
- Jean-Guillaume Ier (1566-1572)